# انتخابات الرئاسة الفنلندية 2018
انتخابات الرئاسة الفنلندية 2018 هي انتخابات رئاسية جرت في 28 يناير 2018، في فنلندا، لانتخاب رئيس فنلندا.
فاز بالانتخابات ساولي نينيستو، وحصل على 1,874,334 صوتاً، وقد بلغت عدد الإصوات المشاركة في الانتخابات 3,001,325 صوتاً، قبل منها 2,991,529 صوتاً.

## المرشحين
| المرشح            | الحزب | عدد الأصوات | عدد المقاعد |
| ----------------- | ----- | ----------- | ----------- |
| Merja Kyllönen ‏   |       | 89,816      |             |
| بيكا هافيستو      |       | 370,823     |             |
| ماتي فانهانن      |       | 122,321     |             |
| Laura Huhtasaari ‏ |       | 207,175     |             |
| تولا هآتاينن ‏     |       | 97,255      |             |
| بافو فايرينين ‏    |       | 185,144     |             |
| ساولي نينيستو     |       | 1,874,334   |             |
| نيلز تورفالدس     |       | 44,661      |             |